# Turneul celor Șase Națiuni din 2015
Turneul celor Șase Națiuni din 2015 cunoscut sub numele de 2015 RBS 6 Nations datorită sponsorului turneului, Royal Bank of Scotland, a fost cea de a 16-a ediție a Turneului celor Șase Națiuni, campionatul anual de rugby din emisfera nordică.
La acestă ediție au participat Anglia, Franța, campioana en-titre Irlanda, Italia, Scoția și Țara Galilor. Incluzând competițiile inițiale Turneul Home Nations și Turneul celor Cinci Națiuni, acesta a fost cea de a 121-a ediție a turneului.
Irlanda și-a păstrat titlul față de anul precedent, cel de-al 13-lea triumf în concurs.  A fost pentru prima dată când Irlanda a păstrat titlul începând cu 1949, după ce a împărțit campionatul cu Franța în 1983, după ce câștigase în 1982. Irlanda a fost prima echipă care a primit trofeul reproiectat realizat pentru ediția din 2015, trofeu care a inclus șase părți, spre deosebire de cinci.

## Echipe participante
| Țara         | Stadion               | Stadion    | Stadion     | Antrenor             | Căpitan           |
| Țara         | Stadion propriu       | Capacitate | Oraș        | Antrenor             | Căpitan           |
| ------------ | --------------------- | ---------- | ----------- | -------------------- | ----------------- |
| Anglia       | Stadionul Twickenham  | 82,000     | Londra      | Stuart Lancaster     | Chris Robshaw     |
| Franța       | Stade de France       | 81,338     | Saint-Denis | Philippe Saint-André | Thierry Dusautoir |
| Irlanda      | Aviva Stadium         | 51,700     | Dublin      | Joe Schmidt          | Paul O'Connell    |
| Italia       | Stadio Olimpico       | 73,261     | Roma        | Jacques Brunel       | Sergio Parisse    |
| Scoția       | Stadionul Murrayfield | 67,144     | Edinburgh   | Vern Cotter          | Greig Laidlaw     |
| Țara Galilor | Millennium Stadium    | 74,500     | Cardiff     | Warren Gatland       | Sam Warburton     |

## Clasament
| Loc | Echipa       | Jocuri | Jocuri   | Jocuri  | Jocuri     | Puncte | Puncte    | Puncte    | Eseuri | Puncte clasament |
| Loc | Echipa       | Jucate | Victorii | Egaluri | Înfrângeri | Pentru | Împotrivă | Diferență | Eseuri | Puncte clasament |
| --- | ------------ | ------ | -------- | ------- | ---------- | ------ | --------- | --------- | ------ | ---------------- |
| 1   | Irlanda      | 5      | 4        | 0       | 1          | 119    | 56        | +63       | 8      | 8                |
| 2   | Anglia       | 5      | 4        | 0       | 1          | 157    | 100       | +57       | 18     | 8                |
| 3   | Țara Galilor | 5      | 4        | 0       | 1          | 146    | 93        | +53       | 13     | 8                |
| 4   | Franța       | 5      | 2        | 0       | 3          | 103    | 101       | +2        | 9      | 4                |
| 5   | Italia       | 5      | 1        | 0       | 4          | 62     | 182       | −120      | 8      | 2                |
| 6   | Scoția       | 5      | 0        | 0       | 5          | 73     | 128       | −55       | 6      | 0                |

## Meciuri

### Etapa 1
| 6 februarie 2015 | Țara Galilor | 16–21 | Anglia  | Millennium Stadium, Cardiff |
| 7 februarie 2015 | Italia       | 3–26  | Irlanda | Stadio Olimpico, Roma       |
| 7 februarie 2015 | Franța       | 15–8  | Scoția  | Stade de France, Paris      |

### Etapa a 2-a
| 14 februarie 2015 | Anglia  | 47–17 | Italia       | Stadionul Twickenham, Londra     |
| 14 februarie 2015 | Irlanda | 18–11 | Franța       | Aviva Stadium, Dublin            |
| 15 februarie 2015 | Scoția  | 23–26 | Țara Galilor | Stadionul Murrayfield, Edinburgh |

### Etapa a 3-a
| 28 februarie 2015 | Scoția  | 19–22 | Italia       | Stadionul Murrayfield, Edinburgh |
| 28 februarie 2015 | Franța  | 13–20 | Țara Galilor | Stade de France, Paris           |
| 1 martie 2015     | Irlanda | 19–9  | { Anglia     | Aviva Stadium, Dublin            |

### Etapa a 4-a
| 14 martie 2015 | Țara Galilor | 23–16 | Irlanda | Millennium Stadium, Cardiff  |
| 14 martie 2015 | Anglia       | 25–13 | Scoția  | Stadionul Twickenham, Londra |
| 15 martie 2015 | Italia       | 0–29  | Franța  | Stadio Olimpico, Roma        |

### Etapa a 5-a
| 21 martie 2015 | Italia | 20–61 | Țara Galilor | Stadio Olimpico, Roma            |
| 21 martie 2015 | Scoția | 10–40 | Irlanda      | Stadionul Murrayfield, Edinburgh |
| 21 martie 2016 | Anglia | 55–35 | Franța       | Stadionul Twickenham, Londra     |